# Seznam největších obcí v Česku
Tento seznam obsahuje obce a vojenské újezdy na území České republiky s největším územím.
Podle čl. 99 Ústavy České republiky se Česká republika člení (aniž by ústava připouštěla výjimku) na obce, které jsou základními územními samosprávnými celky. Zákon č. 222/1999 Sb., o zajišťování obrany České republiky v části šesté (§ 30 až § 40) bez vyřešení kolize s Ústavou jako územní správní jednotky státu definuje ještě vojenské újezdy; Český statistický úřad je eviduje jako „ostatní obce“. Obec tvoří územní celek, který je vymezen hranicí území obce (§ 1 zákona č. 128/2000 Sb., o obcích). Podle § 18 odst. 1 zákona o obcích (128/2000 Sb.) má obec jedno nebo více katastrálních území, v některých případech však skutečnost tomuto požadavku neodpovídá. Obcí je podle speciálního zákona i hlavní město Praha.

## Největší obce
Tento seznam aktuální k 1. lednu 2020 zahrnuje všechny obce s územím větším než 80 km². Pro porovnání jsou do seznamu zařazeny i vojenské újezdy. 
1. Praha 496,18 km²
vojenský újezd Hradiště 280,77 km²
vojenský újezd Libavá 235,48 km²
2. Brno 230,18 km²
3. Ostrava 214,23 km²
4. Ralsko 170,23 km²
vojenský újezd Boletice 165,46 km²
vojenský újezd Březina 149,62 km²
5. Plzeň 137,67 km²
6. Horní Planá 127,17 km²
7. Děčín 117,70 km²
8. Bor 116,51 km²
9. Teplá 113,21 km²
10. Prášily 112,33 km²
11. Volary 107,51 km²
12. Liberec 106,09 km²
13. Hradec Králové 105,69 km²
14. Stožec 104,71 km²
15. Olomouc 103,33 km²
16. Trutnov 103,32 km²
17. Zlín 102,83 km²
18. Toužim 98,55 km²
19. Třeboň 98,31 km²
20. Cheb 96,36 km²
21. Bochov 95,69 km²
22. Pelhřimov 95,28 km²
23. Loučná nad Desnou 94,34 km²
24. Ústí nad Labem 93,97 km²
25. Lišov 93,55 km²
26. Bělá pod Pradědem 92,23 km²
27. Hluboká nad Vltavou 91,11 km²
28. Opava 90,57 km²
29. Dolní Dvořiště 89,97 km²
30. Čachrov 88,23 km²
31. Jihlava 87,86 km²
32. Morávka (okres Frýdek-Místek) 87,29 km²
33. Most 86,94 km²
34. Staré Město (okres Šumperk) 86,27 km²
35. Zlaté Hory 85,92 km²
36. Třinec 85,36 km²
37. Manětín 84,64 km²
38. Staré Hamry 84,64 km²
39. Lesná (okres Tachov) 84,29 km²
40. Bělá nad Radbuzou 83,32 km²
41. Pardubice 82,66 km²
42. Nová Bystřice 81,83 km²
43. Modrava 81,64 km²
44. Kraslice 81,35 km²
45. Pohorská Ves 81,23 km²
46. Klatovy 80,85 km²
47. Velké Karlovice 80,81 km²
48. Vimperk 80,04 km²